# Reduvius senilis
Reduvius senilis är en insektsart som beskrevs av Van Duzee 1906. Reduvius senilis ingår i släktet Reduvius och familjen rovskinnbaggar. Inga underarter finns listade i Catalogue of Life.